# Doyle (Name)
Doyle ist ein Familienname sowie von diesem abgeleiteter männlicher Vorname.

## Herkunft und Bedeutung
Doyle ist ein ursprünglich patronymisch gebildeter Familienname. Er ist die anglisierte Version des irischen Familiennamens Ó Dubhghaill mit der Bedeutung „Abkömmling des Dubhghall“. Der Name Dubhghall seinerseits hat die Bedeutung „dunkler Fremder“.
Von dem Familiennamen Doyle ist wiederum der gleichlautende männliche Vorname abgeleitet.

## Namensträger

### A
- Adrian Doyle (* 1936), australischer Geistlicher, Erzbischof von Hobart
- Adrian Conan Doyle (1910–1970), britischer Rennfahrer, Großwildjäger, Entdecker und Schriftsteller
- Andrew Doyle (Maler) (Andrew Hastings Doyle; um 1774–1841), irischer Maler
- Andrew Doyle (Politiker) (* 1960), irischer Politiker
- Andrew Doyle (Komiker) (* 1978/1979), britischer Komiker und Journalist
- Angus Doyle (* 1982), barbadischer Fußballspieler
- Anna Doyle Wheeler, britische Schriftstellerin und Frauenrechtlerin
- Anthony Doyle (Schachspieler) (* 1949), irischer Schachspieler
- Anthony Doyle  (1958–2023), britischer Radsportler, siehe Tony Doyle (Radsportler)
- Arthur Doyle (1944–2014), US-amerikanischer Jazzmusiker
- Arthur Conan Doyle (1859–1930), britischer Arzt und Schriftsteller
- Avril Doyle (* 1949), irische Politikerin

### B
- Brian Doyle (Fußballspieler) (Joseph Brian Doyle; 1930–1992), englischer Fußballspieler und -trainer
- Brian Doyle (Ruderer) (1930–2008), australischer Ruderer
- Brian Doyle (Schriftsteller, 1935) (* 1935), kanadischer Schriftsteller
- Brian Doyle (Schriftsteller, 1956) (1956–2017), US-amerikanischer Schriftsteller und Herausgeber
- Brian Doyle (Leichtathlet) (* 1974), irischer Leichtathlet
- Brian Doyle (Komponist), irischer Filmkomponist
- Brian Doyle (Rugbyspieler) (* 1984), US-amerikanischer Rugby-Union-Spieler
- Brian Doyle-Murray (* 1945), US-amerikanischer Schauspieler und Drehbuchautor

### C
- Cathal Doyle (* 1997), irischer Mittelstreckenläufer
- Charles Altamont Doyle (1832–1893), britischer Maler
- Charles William Doyle (1770–1842), britischer Generalleutnant
- Charles Altamont Doyle (1832–1893), britischer Maler
- Christopher Doyle (* 1952), australischer Filmschaffender
- Christy Doyle, irischer Fußballspieler
- Clyde Doyle (1887–1963), US-amerikanischer Politiker
- Colin Doyle (Schauspieler), Schauspieler, Synchronsprecher und Drehbuchautor
- Colin Doyle (Lacrossespieler) (* 1977), kanadischer Lacrossespieler
- Colin Doyle (Fußballspieler) (* 1985), irischer Fußballtorhüter
- Colin Doyle (Leichtathlet) (* 2001), irischer Sprinter

### D
- Damhnait Doyle (* 1975), kanadische Popsängerin
- Dan Doyle (1864–1918), schottischer Fußballspieler
- Danny Doyle (1940–2019), irischer Folk-Musiker
- David Doyle (Schauspieler) (1929–1997), US-amerikanischer Schauspieler
- David Doyle (Ruderer) (* 1961), australischer Ruderer
- David Doyle (Autor), US-amerikanischer Autor von Militärtechnik-Büchern
- David Doyle (Fechter), australischer Fechter
- David Doyle (Produzent), US-amerikanischer Film- und Fernsehproduzent, Regisseur und Drehbuchautor
- David K. Doyle (1931–2021), US-amerikanischer General
- David S. Doyle (* um 1971), US-amerikanischer Generalmajor
- Dermot Doyle (* um 1898–nach 1925), irischer Fußballspieler
- Dick Doyle (1927–2019), US-amerikanischer Diskuswerfer
- Doyle Wolfgang von Frankenstein (Paul Caiafa; * 1964), US-amerikanischer Rockmusiker
- Dinny Doyle (1899–??), irischer Fußballspieler

### E
- Edward Doyle (* 1964), irischer Springreiter
- Eilidh Doyle (* 1987), britische Leichtathletin
- Eoin Doyle (* 1988), irischer Fußballspieler

### F
- Francis John Doyle (1897–1973), australischer Geistlicher, Bischof von Sideia im Territorium Papua und Neuguinea
- Frank Doyle (* 1980), kanadischer Eishockeytorwart

### G
- Gemma Doyle (* 1981), schottische Politikerin
- Glennon Doyle (* 1976), US-amerikanische Autorin und queere Aktivistin

### H
- Henry Grattan Doyle (1889–1964), US-amerikanischer Publizist

### I
- Isobel Batt-Doyle (* 1995), australische Leichtathletin

### J
- Jack Doyle (* 1990), US-amerikanischer American-Football-Spieler
- Jake Doyle-Hayes (* 1998), irischer Fußballspieler
- James Doyle (Autor) (* 1937), kanadischer Autor
- James Edward Doyle (* 1945), US-amerikanischer Politiker (Demokratische Partei), siehe Jim Doyle
- James Francis Doyle (1840–1913), britischer Architekt
- James Leonard Doyle (1929–2004), kanadischer Geistlicher, Bischof von Peterborough
- James P. Doyle (1930–1985), irischer Badmintonspieler
- James S. Doyle (* 1935), US-amerikanischer Journalist
- James Warren Doyle (1786–1834), irischer Geistlicher, Bischof von Kildare und Leighlin
- Jeremy Doyle (1983–2011), australischer Rollstuhl-Basketballspieler
- Jerry Doyle (1956–2016), US-amerikanischer Schauspieler
- Jimmy Doyle (Boxer) (James Emerson Delaney; 1924–1947), US-amerikanischer Boxer
- Jimmy Doyle (Hurler) (James Doyle; 1939–2015), irischer Hurler
- Jimmy Doyle (Musiker) (James Vivian Alfred Doyle; 1945–2006), australischer Musiker
- Joe Doyle (1936–2009), irischer Politiker
- John Doyle, 1. Baronet (1756–1834), britischer General und Politiker
- John Doyle (Maler) (1797–1863), englischer Maler, Lithograph und Karikaturist
- John Doyle (Politiker) (* 1942), US-amerikanischer Politiker in West Virginia
- John Doyle (Fußballspieler, 1946) (* 1946), australischer Fußballspieler
- John Doyle (Regisseur) (* 1953), schottischer Musical-Regisseur und Choreograf
- John Doyle (Komiker) (* 1963), US-amerikanischer Komiker
- John Doyle (Fußballspieler) (* 1966), US-amerikanischer Fußballspieler
- John Doyle (Musiker) (* 1971), irischer Musiker und Songwriter
- John Doyle (Rugbyspieler) (* 1977), australischer Rugbyspieler
- John Doyle (Radsportler) (* 1987), US-amerikanischer Radrennfahrer
- John Patrick Doyle (1930–2016), US-amerikanischer Philosoph
- Johnny Doyle (1951–1981), schottischer Fußballspieler
- JP Doyle (* 1979), irischer Rugby-Union-Schiedsrichter
- Julia Doyle (* 20. Jh.), britische Sängerin (Sopran)
- Julie Doyle (Fußballspielerin, 1996) (Julie James Doyle; * 1996), US-amerikanische Fußballspielerin
- Julie Doyle (Fußballspielerin, 1998) (Julie Kate Doyle; * 1998), US-amerikanische Fußballspielerin
- Julian Doyle (* 1942), britischer Filmregisseur und Filmeditor
- Justin Doyle, (* 1975) britischer Dirigent

### K
- Kevin Doyle (Schauspieler) (* 1961), britischer Schauspieler
- Kevin Doyle (Fußballspieler) (* 1983), irischer Fußballspieler
- Kevin Doyle (Footballspieler) (* 1999), US-amerikanischer American-Football-Spieler
- Kyle Doyle (* 1981), kanadischer Eishockeyspieler

### L
- Larry Doyle, irischer Fußballspieler
- Leo Philip Doyle (1885– ), US-amerikanischer Veterinärmediziner
- Loretta Doyle (* 1963), britische Judoka

### M
- Maria Doyle-Cuche (* 1965), irische Sängerin
- Maria Doyle Kennedy (* 1964), irische Schauspielerin und Sängerin
- Mark Doyle (* 1963); australischer Ruderer
- Michael Doyle (Surfer) (1941–2019), US-amerikanischer Surfer
- Michael Doyle (Fußballspieler, 1981) (* 1981), irischer Fußballspieler
- Michael Doyle (Rennfahrer) (* 1987), britischer Rennfahrer
- Michael Doyle (Fußballspieler, 1991) (* 1991), schottischer Fußballspieler
- Michael F. Doyle (* 1953), US-amerikanischer Politiker
- Michael W. Doyle (* 1948), US-amerikanischer Rechtsphilosoph
- Mick Doyle (1941–2004), irischer Rugby-Union-Spieler
- Mike Doyle (Fußballspieler) (1946–2011), englischer Fußballspieler
- Mike Doyle (Basketballspieler) (* 1968), US-amerikanischer Basketballspieler
- Mike Doyle (Grafiker) (* 1968/1969), US-amerikanischer Grafiker und Spieledesigner
- Mike Doyle (Schauspieler) (* 1972), US-amerikanischer Schauspieler
- Mike Doyle (Komiker), britischer Komiker

### N
- Nathan Doyle (* 1987), englischer Fußballspieler
- Neil Doyle (* 1978), irischer Fußballschiedsrichter

### P
- Patrick Doyle (* 1953), schottischer Schauspieler und Komponist
- Peadar S. Doyle (1876–1956), irischer Politiker
- Peggy Doyle (1920–2006), US-amerikanische Schauspielerin
- Peter Doyle (Radsportler) (* 1945), irischer Radrennfahrer
- Peter Doyle (Spezialeffektkünstler), Spezialeffektkünstler
- Peter Doyle (Diplomat), australischer Diplomat
- Peter John Haworth Doyle (* 1944), britischer Geistlicher, Bischof von Northampton
- Philip Doyle (* 1992), irischer Ruderer

### R
- Richard Doyle (Illustrator) (1824–1883), britischer Illustrator
- Richard Doyle (Politiker) (1923–2003), kanadischer Politiker
- Richard Doyle (1927–2019), US-amerikanischer Diskuswerfer, siehe Dick Doyle
- Richard Doyle (Schauspieler) (* 1945), US-amerikanischer Schauspieler
- Richard Doyle (Schriftsteller) (* 1948), britischer Schriftsteller
- Robert Doyle (Politiker) (* 1953), australischer Politiker, Bürgermeister von Melbourne
- Robert Morris Doyle (1853–1925), US-amerikanischer Admiral
- Robert O. Doyle (* 1936), US-amerikanischer Physiker und Philosoph
- Roddy Doyle (* 1958), irischer Schriftsteller
- Roger Doyle (* 1949), irischer Komponist

### S
- Shawn Doyle (* 1968), kanadischer Schauspieler
- Susannah Doyle (* 1966), britische Schauspielerin

### T
- Tara Nome Doyle, norwegisch-irische Singer-Songwriterin und Pianistin
- Thomas Doyle (Geistlicher) (* 1944), US-amerikanischer Priester und Kirchenrechtler
- Thomas Doyle (Fußballspieler, 1992) (* 1992), neuseeländischer Fußballspieler
- Thomas Doyle (* 2001), englischer Fußballspieler, siehe Tommy Doyle (Fußballspieler, 2001)
- Thomas A. Doyle (1886–1935), US-amerikanischer Politiker
- Tom Doyle (* 1955), US-amerikanischer Theologe
- Tommy Doyle (Fußballspieler, 1910) (Thomas Christopher Doyle; 1910–1991), irischer Fußballspieler
- Tommy Doyle (Fußballspieler, 1916) (Thomas Doyle; 1916–1974), schottischer Fußballspieler
- Tommy Doyle (Fußballspieler, 2001) (Thomas Glyn Doyle; * 2001), englischer Fußballspieler
- Tony Doyle (Schauspieler) (1942–2000), irischer Schauspieler
- Tony Doyle (Boxer) (* 1944), irischer Boxer
- Tony Doyle (Politiker) (1953–1994), australischer Politiker
- Tony Doyle (Radsportler) (Anthony Paul Doyle; 1958–2023), britischer Radsportler

### V
- Vinnie Doyle (1938–2010), irischer Zeitungsverleger
- Virginia Doyle (eigentlich Ronald Gutberlet; * 1959), deutscher Autor, siehe Robert Brack

### W
- Wilfrid Emmett Doyle (1913–2003), Bischof von Nelson

### Vorname
- Doyle Bramhall (1949–2011), US-amerikanischer Bluesrock-Gitarrist, -Sänger und -Schlagzeuger
- Doyle Bramhall II (* 1968), US-amerikanischer Gitarrist, Songwriter und Produzent
- Doyle Brunson (1933–2023), US-amerikanischer Pokerspieler
- Doyle E. Carlton (1885–1972), US-amerikanischer Politiker
- Francis Doyle Gleeson (1895–1983), US-amerikanischer römisch-katholischer Bischof

## Fiktive Personen
Doyle ist der Familienname folgender fiktiver Personen:
- Raymond Doyle, Hauptprotagonistenname des britischen Schauspielers Martin Shaw in der TV-Serie Die Profis